# Eduard Grau

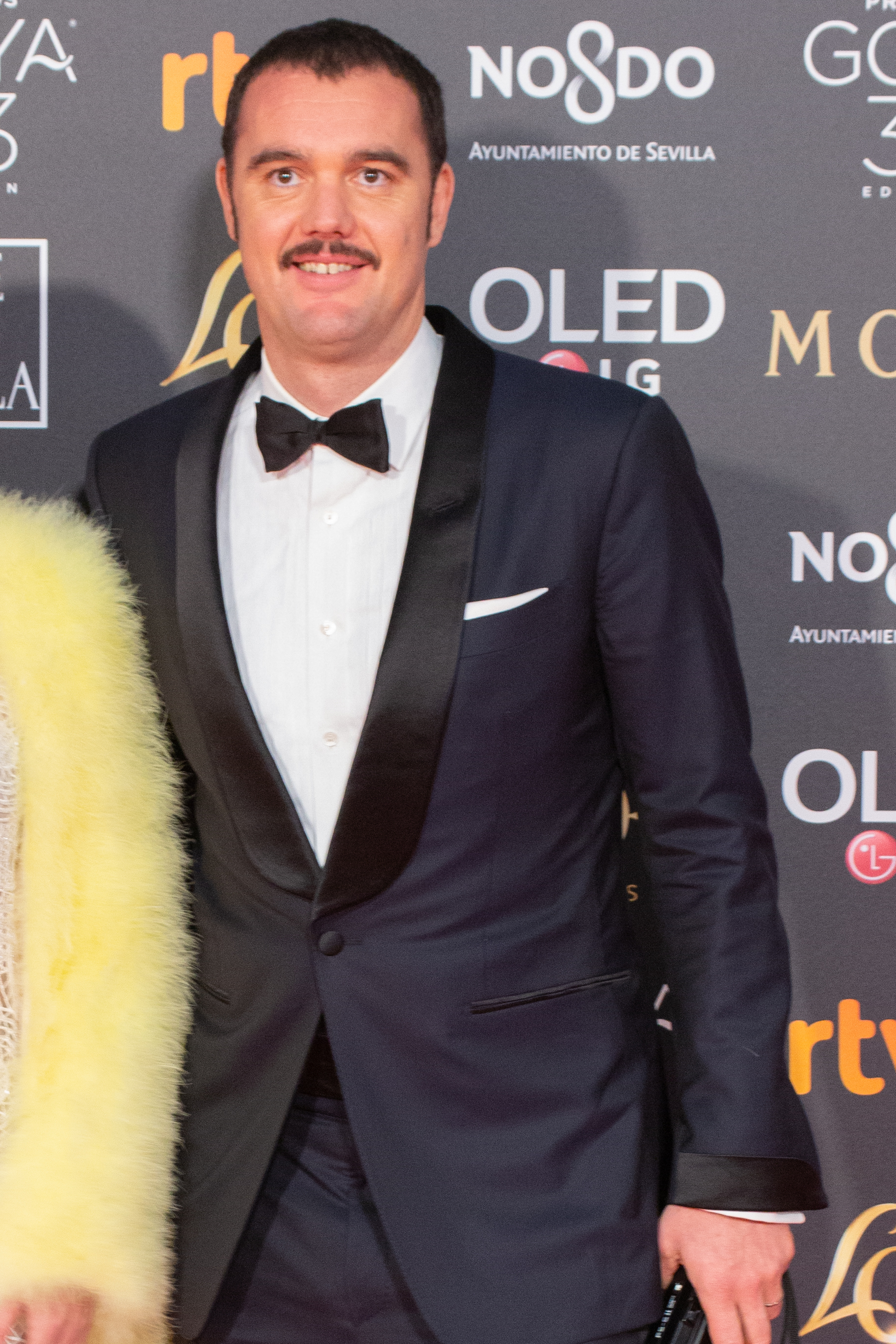
Eduard Grau

Eduard Grau (* 1981 in Barcelona) ist ein spanischer Kameramann.

## Leben
Eduard Grau studierte Kamera an der NFTS nahe London. 2006 drehte er seinen ersten Langfilm, sein Schaffen umfasst mehr als 40 Produktionen.
Für Buried – Lebend begraben (2010) wurde er mit dem bronzenen Frosch des Festivals Camerimage ausgezeichnet und für den Goya nominiert.

## Filmografie (Auswahl)
- 2006: Honor de cavalleria
- 2009: A Single Man
- 2010: Buried – Lebend begraben (Buried)
- 2011: The Awakening
- 2012: Animals
- 2015: Suite française – Melodie der Liebe (Suite française)
- 2015: The Gift
- 2015: Suffragette – Taten statt Worte (Suffragette)
- 2016: Das Gesetz der Familie (Trespass Against Us)
- 2018: Der verlorene Sohn (Boy Erased)
- 2018: Gringo
- 2018: Quién te cantará
- 2020: Out of Play: Der Weg zurück (The Way Back)
- 2021: Seitenwechsel (Passing)
- 2024: Beverly Hills Cop: Axel F
- 2024: The Room Next Door